# ワンパイア
ワンパイア (Wampire) は、アメリカ合衆国オレゴン州ポートランド出身のインディ・ロック・バンドで、当初は、ロッキー・ティンダー (Rocky Tinder) とエリック・フィップス (Eric Phipps) の2人組として活動をはじめた。このバンドは、デビュー・アルバム『Curiosity』（2013年5月13日リリース）と、続く『Bazaar』（2014年10月7日リリース）の2枚のフル・アルバムを、ポリヴァイナル・レコーズから出している。

## 沿革
ワンパイアは、2007年に結成されたが、フィップスとティンダーはそれに先んじる2001年から一緒に演奏活動を行っていた。このふたりはポートランドのハウス・コンサートのシーンで、ダンス向けの電子音楽 (dance-oriented electronic music) がよく知られた存在となった。その後、彼らの音楽性は変化し、より多様なサウンドが作られるようになってから、バンドのデビュー・アルバム『Curiosity』の録音が、2012年の遅い時期に始まった。このアルバムは、同じくポートランドのバンドであるアンノウン・モータル・オーケストラのジェイク・ポートレイト (Jake Portrait) がプロデュースし、ポリヴァイナル・レコーズから2013年5月13日にリリースされた。このアルバムは批評家の間で好意的な批評に迎えられ、『Paste』、ピッチフォーク・メディア、オールミュージック、Consequence of Sound、その他のメディアに評価された。
2013年のデビュー・アルバム『Curiosity』のリリース後、ワンパイアは地元のハウス・パーティーで演奏するのに最適だったデュオから、5人編成のバンドに転換し、アンノウン・モータル・オーケストラ、フォクシジェン、スミス・ウエスタンズらとともに世界中のどこでも演奏できるようになった。
この12か月の間に、ワンパイアは従来のすべての経験よりも多数の都市、国、大陸で演奏し、次々と休む間もなく、新たな、記憶に残る経験をし続け、バンドのメンバーたちは、人生で経験したことがないほど音楽にどっぷりと浸る時間を過ごした。
結局、バンドの創始者であり、ソングライターであった、ロッキー・ティンダーとエリック・フィップスのふたりは、年末に帰郷し、当時の演奏旅行中の溢れるほどの創作のエネルギーを具現化すべく、新アルバムの準備作業に取りかかった。
当時についてフィップスは、「知り合いの所有する倉庫の中にあった小さな部屋に閉じこもって、できる限り数多くの曲を絞り出した。過去は振り返らないよう努め、自分が創作し得るすべてを探り出したいと思っていた。やがて自分が、カフカ的な不眠症の音楽的小説家になりかけているような感覚をもつようになったりもした。」と述べている。
前作『Curiosity』と同じように、ワンパイアは、信頼の厚いプロデューサー、ジェイコブ・ポートレイト（Jacob Portrait：アンノウン・モータル・オーケストラ）と、アルバム『Bazaar』を制作したが、今回はニューヨークブルックリン区グリーンポイントのスタジオ「The Museum」でセッションが行われ、直接、原盤テープへの録音が行われた。
再び故郷を遠く離れたティンダーとフィップスは、ニューヨークという都市の利点を生かそうと努め、仮住まいのベッドフォード＝スタイベサント地区からバスで片道40分の通勤の行き来のうちに歌詞を書き、スタジオが使える時間が終わりかけている中、通りのはずれの店にあった何十年も埃をかぶっていたような、正しいアナログ的響きがしそうなギターを買うために通りを走った。
もうひとつの重要な変化は、ツアー・ドラマーのトーマス・ホーガンソン (Thomas Hoganson) が録音にも参加し、曲づくりにも加わったことだった。それまでティンダーとフィップスは、1対1の関係の中で、スタジオに入ってから曲をいじることは最小限の範囲としていたが、ホーガンソンは多様な音楽的能力を発揮し（このアルバムで彼はドラムに加え、ピアノやサキソフォーンも演奏している）、理想的な共同作業者となった。

## ディスコグラフィ

### アルバム
- Curiosity (2013)
- Bazaar (2014)

### シングル
- "The Hearse" (2013)